# 岩崎博充
岩崎 博充（いわさき ひろみつ、1952年 - ）は、日本のジャーナリスト。

## 来歴・人物
武蔵大学経済学部卒業後、雑誌編集者等を経て1982年に独立し、経済、金融などのジャンルに特化したフリーのライター集団「ライトルーム」を設立。雑誌、新聞、単行本などで執筆活動を行う他、テレビ、ラジオ等のコメンテーターとしても活動している。

## 著作
- 最新 海外口座の開設・活用徹底ガイド 2011 日本実業出版社
- 手にとるように銀行がわかる本 2011 かんき出版
- 日本人が知らなかった海外口座 資産運用術　2011 翔泳社

- 退職金は、動かすな～狙われるあなたの老後資金 2011 宝島社
- 今日から始める!はじめての海外口座―「円」だけに頼らない!資産海外シフト術 (Gakken Mook) 2012 学研パブリッシング
- グローバル資産防衛のための 「香港銀行口座」活用ガイド  2016 幻冬舎
- 老後破綻 改訂版 (廣済堂新書) 2016 廣済堂出版
- トランプ政権でこうなる! 日本経済 2016 あさ出版
- 「年金20万・貯金1000万」でどう生きるか　　60歳からのマネー防衛　　2019　ワニ・プラス（ワニブックスPLUS新書）